# Alex Smoke

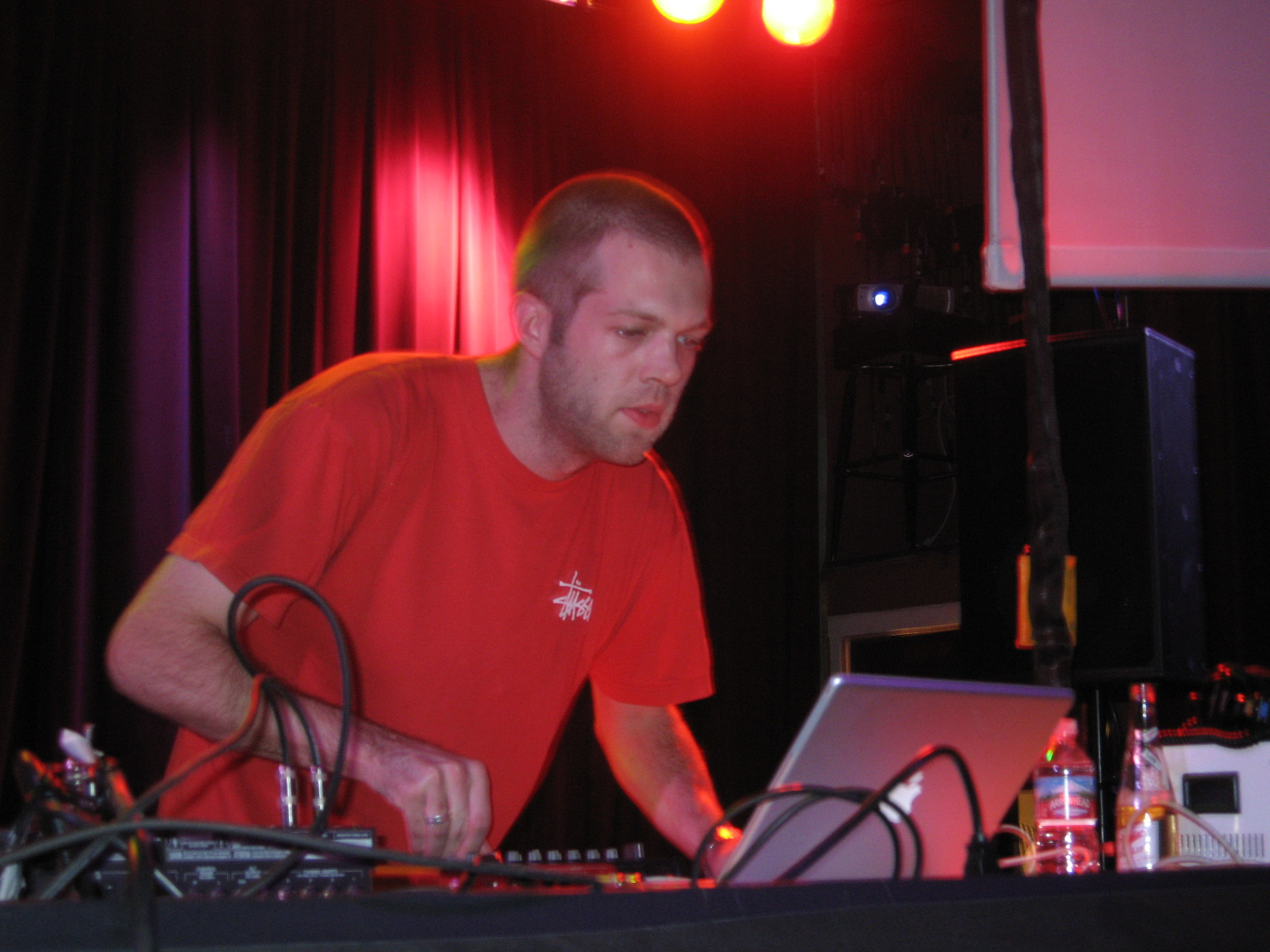
Alex Smoke 2006 beim Decibel Festival in Seattle

Alex Smoke (eigentlich Alex Menzies; auch Quixote) ist ein schottischer DJ und Produzent aus Glasgow.
Sein Musikstil wird dem Minimal Techno und dem Microhouse zugeordnet. Er ist seit 2002 als Künstler aktiv und veröffentlichte zwei Studioalben, Incommunicado (2005) und Paradolia (2006), auf Soma Records.

## Diskographie

### Alben
- Incommunicado (2005)
- Paradolia (2006)
- Lux (2010)
- Love Over Will (2016)

### Singles und EPs
- Random As (2002), als Smoke
- Chica Wappa (2004)
- Simple Things EP (2004)
- Brian's Lung (2005)
- Don't See The Point (2005)
- Lost In Sound (2005)
- OK (2005)
- Ring.Click.Tink EP (2005)
- Shminimal (2005)
- Shwingnut EP (2005)
- Meany (2006)
- Pap And Fickle EP (2006), als Quixote
- Neds/Ilsa (2006)
- Never Want To See You Again (2006)
- Snider/Make My Day (2006)
- Hanged Man EP (2006)
- Prima Materia (2006)
- Vaporub (2008)
- F In F EP (2008)

### Mix-CDs
- Sci.Fi.Hi.Fi. _03 (2006)

### Remixe
- Transmission von Radio 4 (2004)
- Way Up High von Funk D’Void (2004)
- Bright Lights Fading von Slam (2005)
- Close Again von Sid LeRock (2005)
- Grotbox von Jeremy P Caulfield (2005)
- Las Bicicletas Son Para El Verano von Alex Under (2005)
- Microtron von Vector Lovers (2005)
- More Intensity von Pete Tong & Chris Cox (2005)
- Muscle Car von Mylo (2005)
- Sex Games von The Backlash (2005)
- Shift von Solab (2005)
- Truckstop von Arne Michel (2006)
- Safari von André Kraml (2006)
- Coufault von Novox (2006)
- In The Morning von Junior Boys (2006)
- Martyr von Depeche Mode (2006)
- Proverb von Steve Reich (2006)
- Body2Beat von Phresh 'N' Low (2006)
- A Matter Of Time von Osaka Ultras (2007)
- Don't Start Just Finish It von The Unknown Wanderer (2007)
- Vicious Cycle von Croucher & Myles (2008)